# São Bento do Cortiço
São Bento do Cortiço é uma localidade portuguesa do Município de Estremoz que foi sede da extinta Freguesia de São Bento do Cortiço, freguesia que tinha 23,38 km² de área e 699 habitantes (2011), e, por isso, uma densidade populacional de 29,9 hab/km².
A Freguesia de São Bento do Cortiço foi extinta em 2013, no âmbito de uma reforma administrativa nacional, para, em conjunto com a Freguesia de Santo Estêvão, formar uma nova freguesia denominada União das Freguesias de São Bento do Cortiço e Santo Estêvão da qual é a sede.
São Bento do Cortiço é também a sede de uma paróquia da Diocese de Évora. Dista 10 km da sede do Município e encontra-se situada próximo da margem direita da ribeira de Sousel.
Foi um curato do arcebispo de Évora, tendo pertencido à Ordem de São Bento de Avis, também conhecida por Ordem de Avis.
Em 1556, chamava-se São Bento da Aldeia da Talha, por se situar na herdade deste nome. Em 1819 era conhecida por São Bento da Aldeia dos Cortiços.

## Heráldica

### Ordenação
- Brasão - Escudo de ouro, com cinco abelhas de vermelho; em chefe, cruz da Ordem de Avis. Coroa mural de prata de três torres. Listel branco, com a legenda a negro: “ S. BENTO DO CORTIÇO “.[5]
- Bandeira - De verde, cordões e borlas de ouro e verde. Haste e lança de ouro.[6]
- Selo branco - Nos termos da lei, com a legenda: "Junta de Freguesia de S. Bento do Cortiço - Estremoz".

### Significado dos símbolos
- A Cruz da Ordem de Avis - a Ordem de Avis era senhora destas terras, como de praticamente todo o concelho de Estremoz, e por isso o uso do seu símbolo.
- As abelhas vermelhas - Representam os cortiços, já desaparecidos, que em 1819 davam à Aldeia o nome de São Bento da Aldeia dos Cortiços.
- O escudo de ouro - Representam o mel e a riqueza.

## Património
- Igreja de São Bento do Cortiço[7][8]
- Tanque da Moura: sepultura medieval, escavada na rocha.
- Fonte romana (chamada de "Bica"), no centro da freguesia.

## Lendas locais
Existe uma lenda local, de transmissão oral, segundo a qual no Monte dos Mourinhos, num tanque situado numa rocha, conhecido como Tanque da Moura, existe uma Moura Encantada esperando que alguém cumpra com os requisitos devidos para ser desencantada.
Existe também a lenda de que São Bento teria aparecido no local a que hoje se chama Horta de São Bento, dentro de um cortiço (onde as abelhas produzem mel), pedindo para lhe construírem uma igreja. O pedido concretizou-se, pois ainda hoje a igreja está de pé.
Ainda outra lenda, conta que existem algures na freguesia enterradas duas panelas: uma com ouro, outra com a peste. Quem encontrar a primeira, acabará com a pobreza do mundo, mas se encontrar a segunda sucederá uma grande calamidade.

## Festas e romarias
- Festas em honra de São Bento, que se realizam no terceiro fim de semana de Setembro.
- Festa em honra de Nossa Senhora do Rosário, no primeiro domingo de Outubro.
- Festa religiosa, decicada ao Imaculado Coração de Maria (data variável, fins de Abril, princípios de Maio).
- Festival de Folclore, organizado pelo Rancho Folclórico As Azeitoneiras, no último sábado de Agosto.
- Festa do Cavalo, organizado pela Confraria "Amigos do Campo", em data móvel.

## Serviços públicos
- Posto Médico de S. Bento do Cortiço
- Escola Básica do 1.º Ciclo de S. Bento do Cortiço
- Jardim de Infância
- Posto dos Correios
- A.T.L de São Bento do Cortiço

## Associativismo e instituições
- Rancho Folclórico "As Azeitoneiras de S. Bento do Cortiço"[11]
- Associação de Caçadores e Pescadores de S. Bento do Cortiço[12]
- Associação de Festas de São Bento do Cortiço
- Grupo Recreativo Corticense
- Associação Cultural "Lendas Sábias" - Representação dos Bonecos de Santo Aleixo
- Confraria "Amigos do Campo"
- Cortiço Bike Club
- Centro de Dia do Centro Social e Paroquial de S. Bento do Cortiço[13]

## População
| População da freguesia de São Bento do Cortiço | População da freguesia de São Bento do Cortiço | População da freguesia de São Bento do Cortiço | População da freguesia de São Bento do Cortiço | População da freguesia de São Bento do Cortiço | População da freguesia de São Bento do Cortiço | População da freguesia de São Bento do Cortiço | População da freguesia de São Bento do Cortiço | População da freguesia de São Bento do Cortiço | População da freguesia de São Bento do Cortiço | População da freguesia de São Bento do Cortiço | População da freguesia de São Bento do Cortiço | População da freguesia de São Bento do Cortiço | População da freguesia de São Bento do Cortiço | População da freguesia de São Bento do Cortiço |
| ---------------------------------------------- | ---------------------------------------------- | ---------------------------------------------- | ---------------------------------------------- | ---------------------------------------------- | ---------------------------------------------- | ---------------------------------------------- | ---------------------------------------------- | ---------------------------------------------- | ---------------------------------------------- | ---------------------------------------------- | ---------------------------------------------- | ---------------------------------------------- | ---------------------------------------------- | ---------------------------------------------- |
| 1864                                           | 1878                                           | 1890                                           | 1900                                           | 1911                                           | 1920                                           | 1930                                           | 1940                                           | 1950                                           | 1960                                           | 1970                                           | 1981                                           | 1991                                           | 2001                                           | 2011                                           |
| 691                                            | 431                                            | 547                                            | 588                                            | 1 166                                          | 1 176                                          | 1 440                                          | 1 064                                          | 1 079                                          | 1 127                                          | 865                                            | 847                                            | 751                                            | 716                                            | 699                                            |

Nos censos de 1911 a 1930 tinha anexada a freguesia de Santo Estêvão

## Galeria de fotos

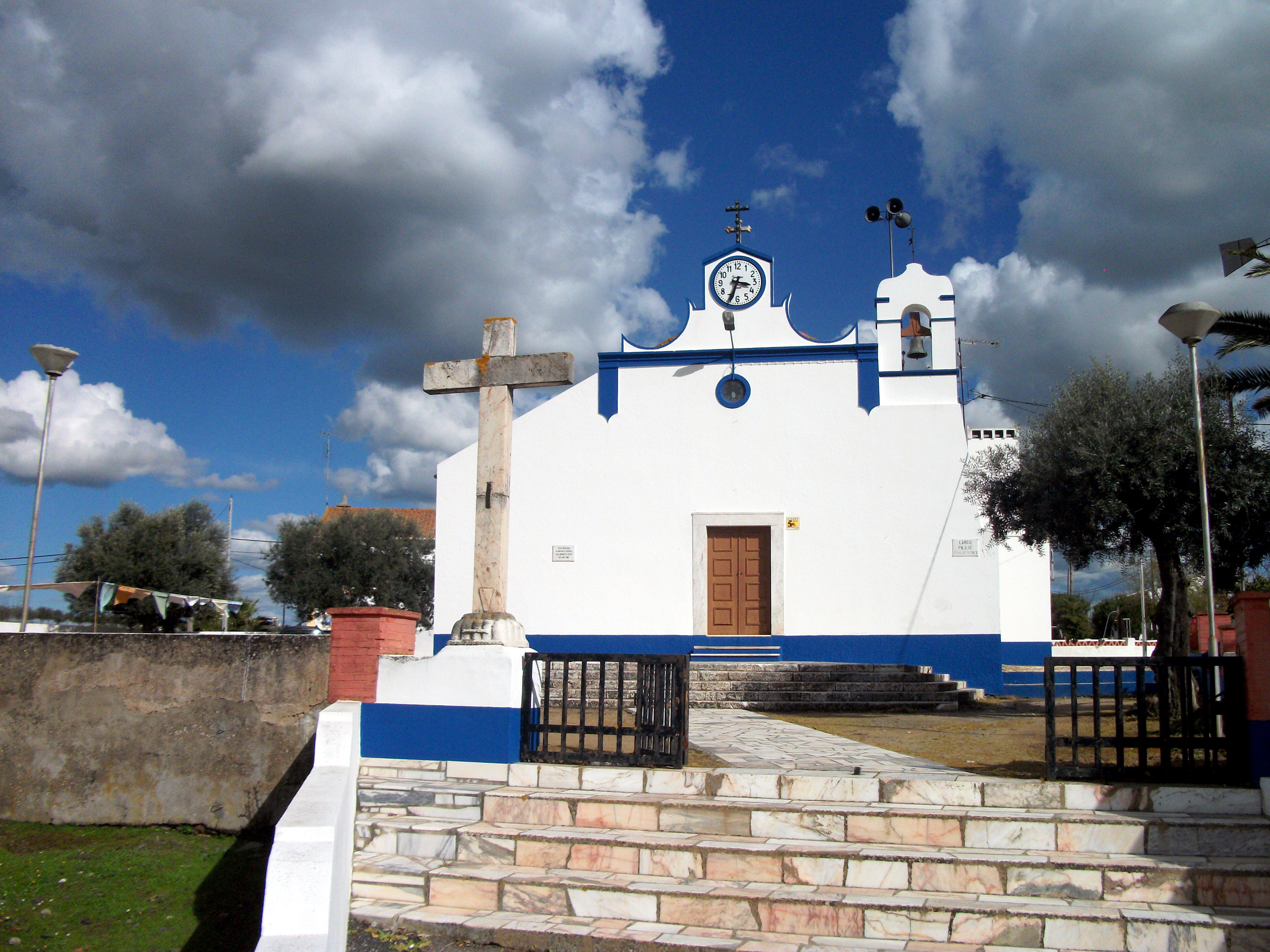
Igreja e Cruzeiro
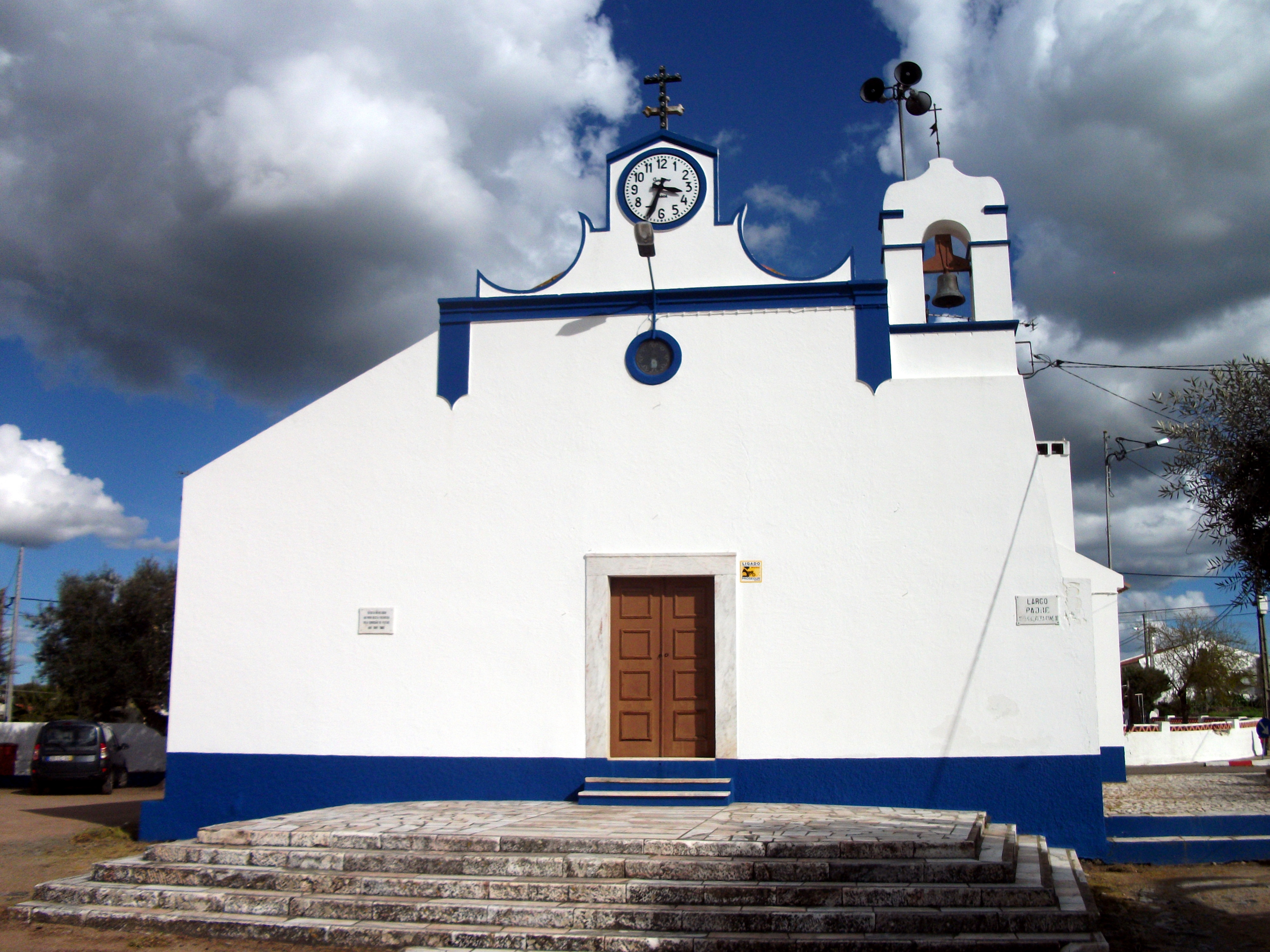
Igreja de S. Bento
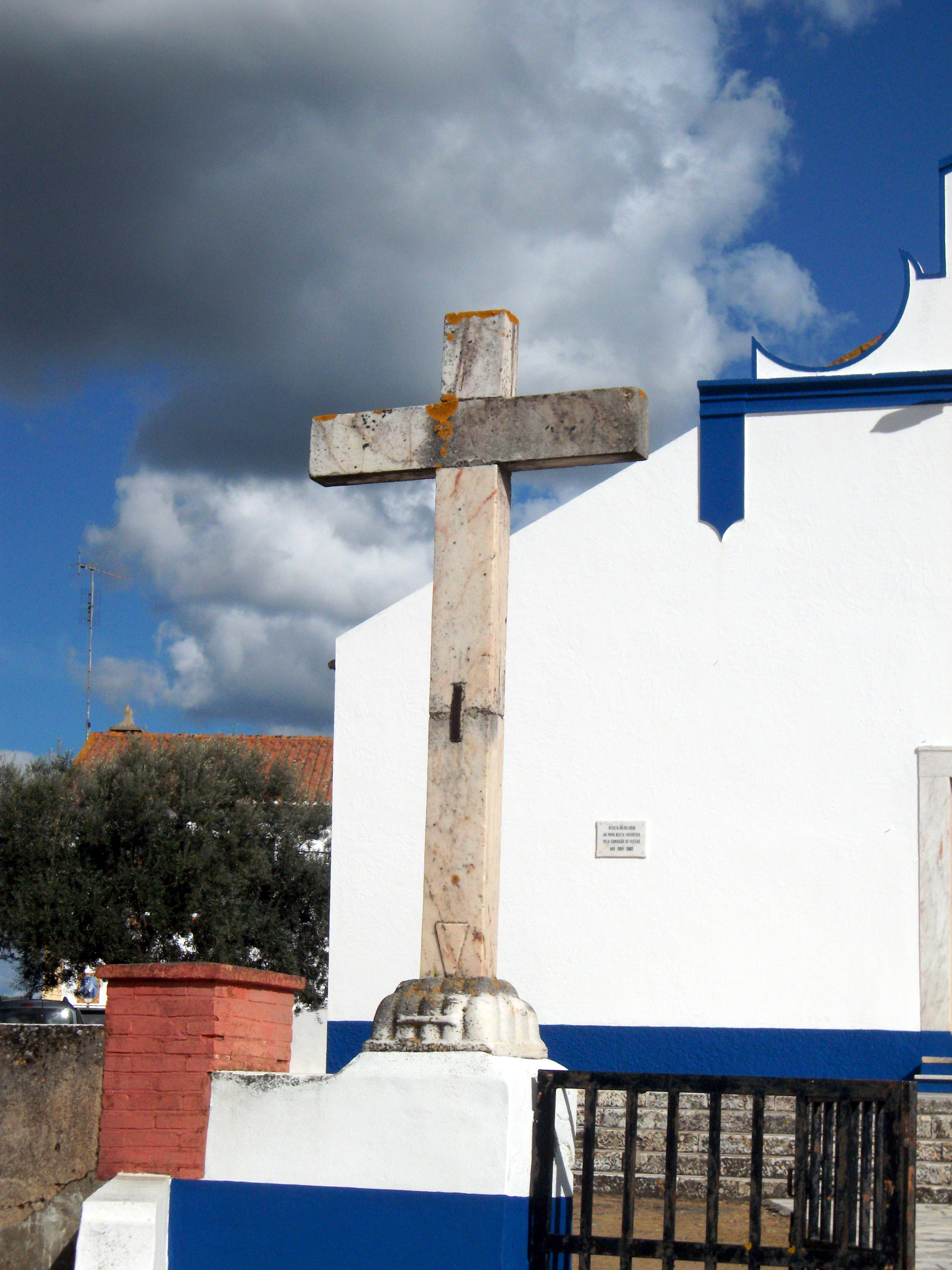
Cruzeiro